# Коробка, Вячеслав Леонидович
Вячеслав Леонидович Коробка (род. 1966) — советский и российский врач-хирург и учёный, онколог, трансплантолог, доктор медицинских наук, профессор, главный врач Ростовской областной клинической больницы (РОКБ), заведующий кафедрой реконструктивной, сердечно-сосудистой, торакальной, челюстно-лицевой хирургии и трансплантологии Ростовского государственного медицинского университета (РостГМУ), главный внештатный специалист по хирургии и трансплантологии Министерства здравоохранения Ростовской области.

## Биография
Родился 8 апреля 1966 года в городе Аксае Ростовской области в семье экономиста и преподавателя вуза.
В годы учёбы в школе, увлекался футболом и выступал за детскую команду «Ростсельмаш», в течение трёх лет учился в спортивном интернате. Карьеру спортсмена пришлось оставить из-за болезни и последствий заболевания гепатитом. Родители настояли на продолжении образования в медицине.
С 1983 по 1989 год учился в Ростовском ордена Дружбы народов медицинском институте (ныне – Ростовский государственный медицинский университет).
Сразу по окончании вуза был принят на работу в Ростовский научно-исследовательский онкологический институт (ныне – НМИЦ онкологии Минздрава России) на должность врача-хирурга, где трудился 16 лет.
В 2000 году защитил кандидатскую диссертацию на тему: «Новый способ наложения межкишечного соустья в хирургии рака ободочной кишки: экспериментально-клиническое исследование».
В 2005 году был переведен в Государственное учреждение здравоохранения «Ростовская областная клиническая больница» (ныне – Государственное бюджетное учреждение Ростовской области «Ростовская областная клиническая больница») на должность заведующего отделением реконструктивной и пластической хирургии.
В 2006 году возглавил в РОКБ созданный им же Центр функциональной гастроэнтерологии и реконструктивной пластической хирургии (ныне – Центр хирургии и координации донорства).
С 2013 года и по настоящее время – главный врач Ростовской областной клинической больницы. При этом ежегодно проводит более 300 высокотехнологичных операций, в том числе торако- и лапароскопических, по поводу различных хирургических и онкологических заболеваний на пищеводе, желудке, печени, желчных протоках, поджелудочной железе, кишечнике и др., трансплантации печени и почки, включая родственные, поджелудочной железы.
Региональную программу трансплантации донорских органов и тканей реализует на базе РОКБ с 2013 года. С 2018 года выполняет пересадку поджелудочной железы оригинальным методом – в подвздошную область, добившись таким образом у всех пациентов нормального функционирования донорского органа.
Является одним из ведущих российских экспертов по хирургическому лечению хронического панкреатита. В 2014 году защитил докторскую диссертацию на тему «Хирургическое лечение осложненных форм хронического панкреатита и профилактика послеоперационных осложнений».  Руководит либо участвует в работе целого ряда российских медицинских консенсусов, на основе которых формируются национальные клинические рекомендации по трансплантологии и хирургии печени и поджелудочной железы, гериатрии у хирургических и онкологических пациентов.
С 2008 года совмещает практическую работу в Ростовской областной клинической больнице с преподаванием на факультете повышения квалификации врачей Ростовского государственного медицинского университета. С 2022 года по настоящее время возглавляет созданную им же на базе РОКБ кафедру реконструктивной, сердечно-сосудистой, торакальной, челюстно-лицевой хирургии и трансплантологии. Имеет ученое звание профессора.

## Научная деятельность
Автор 241 научной работы, в том числе четырех учебных пособий, методических рекомендаций по трансплантации печени, лечению хронического панкреатита и варикозных пищеводных кровотечений при портальной гипертензии, а также 29 патентов на изобретение и полезную модель. Индекс Хирша по РИНЦ – 10.
Основные результаты научной деятельности:
·       созданы новые способы профилактики и лечения несостоятельности эзофагеальных, эзофагогастральных, цистодуоденальных, колоректальных анастомозов;
·       разработаны методы реконструктивных операций при высоких повреждениях и стриктурах желчных протоков;
·       создана методика лечения больных с перфорацией стенки двенадцатиперстной кишки после малоинвазивных вмешательств на большом дуоденальном сосочке;
·       разработаны новые способы ненатяжной герниопластики при больших срединных и боковых послеоперационных вентральных грыжах;
·       созданы методы профилактики и лечения осложнений после хирургических вмешательств при хроническом панкреатите;
·       созданы алгоритмы многопрофильного подхода оказания хирургической помощи пациентам с мульти- и коморбидной патологией;
·       исследована стратификация риска кровотечений и разработаны методы профилактики и лечения геморрагий из варикозно расширенных вен пищевода и желудка при циррозе печени;
·       разработаны методики определения приоритетности отбора пациентов для трансплантации печени, увеличивающие срок нахождения реципиентов в листе ожидания;
·       созданы оригинальные алгоритмы хирургических и рентгенэндоваскулярных методов коррекции сосудистых осложнений после трансплантации печени;
·       разработан оригинальный способ трансплантации поджелудочной железы и почки пациентам с декомпенсированным сахарным диабетом и терминальной степенью почечной недостаточности.
Является членом ученого совета РостГМУ, диссертационного совета 21.2.059.01, созданного на базе РостГМУ, а также членом редколлегии научного журнала РостГМУ «Медицинский вестник Юга России» и рецензентом научно-практического журнала «Главный врач Юга России».
Под его научным руководством и консультированием защищены четыре кандидатских диссертации и одна докторская.
Регулярно выступает с докладами на российских и международных конференциях и съездах, посвященных актуальным вопросам современной хирургии.
Активный член Международной ассоциации хирургов, гастроэнтерологов и онкологов (IASGO), Ассоциации гепатопанкреатобилиарных хирургов стран СНГ, Российского трансплантологического общества, Российского общества хирургов, Всероссийского общества герниологов.

## Награды
Государственная награда Российской Федерации «Орден Пирогова» (2021) – за большой вклад в борьбу с коронавирусной инфекцией и самоотверженность, проявленную при исполнении профессионального долга.
Нагрудный знак «Отличник здравоохранения» (2013).
Почетная грамота Минздрава России (2009).
Благодарственное письмо Президента Российской Федерации (2018) – за значительный вклад в подготовку и проведение чемпионата мира по футболу FIFA 2018 года.
Благодарность Председателя Совета Федерации Валентины Матвиенко (2021) – за многолетний добросовестный труд и большой вклад в развитие здравоохранения.
Благодарственное письмо Комитета по охране здоровья Государственной Думы РФ (2018) – за успехи и личный вклад в развитие донорства и трансплантации органов в Ростовской области.
Памятная медаль Института хирургии им. А.В. Вишневского (2024) – в знак признания заслуг в области медицинской науки профессиональным хирургическим сообществом.
Медаль Русской православной церкви «Патриаршая благодарность» (2021).
Медаль «За доблестный труд на благо Донского края». (2021) – за многолетнюю эффективную деятельность по развитию здравоохранения Ростовской области.